# 臺北市內湖區南湖國民小學
台北市立南湖國民小學，簡稱南湖國小；位於台灣台北市內湖區康寧路三段200號，校地面積為25,122平方公尺。
南湖國小自1994年開始招收學生，設有國小64班、特殊班2班、幼稚園4班，學生人數共約1810人；現有教師約122人。 
現與澳洲布里斯本新班利丘小學結為姊妹學校。
因活動中心新建工程操場對外開放暫停(預計至110年7月29日)。